# Tommy Hansen
Tommy Hansen, nome d'arte di Filip Trojovský (Havířov, 16 marzo 1982), è un attore pornografico ceco.
Ha recitato in numerosi film pornografici gay.

## Biografia
Dal 2001 è apparso in numerosi film della casa di produzione Bel Ami. Inoltre ha partecipato all'edizione ceca del Grande Fratello.
Dopo aver messo da parte la carriera pornografica ha aperto una palestra a Brno, e si è sposato con Petra Trojovska, da cui ha avuto una bambina.

## Filmografia
- Personal Trainers 5 (2002)
- Alpine Adventure (2003)
- Julian (2003)
- Greek Holiday 1: Cruising the Aegean (2004)
- Greek Holiday 2: Cruising Mykonos (2004)
- Lukas In Love (2005)
- Lukas In Love 2 (2005)
- Out in Africa (2006)
- Out In Africa 2 (2006)
- Pillow Talk 1 (2006)
- Flings 2 (2006)
- Private Life of Brandon Manilow (2007)
- Out at Last 6: Web Site Stories (2008)
- Johan's Journal 1: Sun Kissed (2008)
- Dirty Secrets (II) (2010)
- Huge (2011)